# 冯梯云
冯梯云（1925年8月—2016年9月23日），浙江慈溪人，中华人民共和国政治人物，中国民主建国会中央委员会原副主席、常务副主席、名誉副主席，第六届全国政协委员、副秘书长，第七届、八届、九届全国政协常委。
2002年12月，中国民主建国会第八次全国代表大会在北京召开，他出任名誉副主席。